# 桐 (松型駆逐艦)
桐（きり）は、大日本帝国海軍の駆逐艦。松型駆逐艦（丁型）の6番艦である。日本海軍の艦名としては2代目（初代は大正時代の二等駆逐艦「樺型」10番艦「桐」）。

## 概要
日本海軍が太平洋戦争末期に運用した松型駆逐艦。丁型一等駆逐艦第5486号艦として横須賀海軍工廠で建造され、1944年（昭和19年）8月14日に竣工した。訓練部隊の第十一水雷戦隊に所属したあと、10月10日付で第三十一戦隊隷下の第43駆逐隊に編入される。捷一号作戦では小沢機動部隊に所属して出撃したが、10月24日に燃料不足となり松型2隻（桐、杉）は引き返した。
11月上旬、第三十一戦隊と第四航空戦隊（日向、伊勢）は内地を出撃し、「桐」は馬公や南沙諸島を経由してマニラに進出した。この間には、ブルネイから内地へもどる第一遊撃部隊を台湾周辺まで護衛した。
12月9日以降、レイテ島西岸オルモック揚陸を目指す第九次多号作戦に参加した。
12月12日未明にオルモック湾でアメリカ軍の駆逐艦と交戦し、さらに日中の空襲で駆逐艦「夕月」が沈没したので、生存者を「桐」と「第140号輸送艦」が救助した。この戦闘で「桐」は損傷して内地での修理を命じられ、1945年（昭和20年）1月上旬に内地帰投。呉海軍工廠で修理をおこなった。その後は内海西部で行動して終戦を迎え、ソ連に引き渡された。

## 艦歴

### 建造～訓練
仮称艦名第5486号艦として横須賀海軍工廠で建造され、1944年（昭和19年）2月1日に起工した。5月27日、進水。同日付で「桐」と命名、松型駆逐艦に類別される。横須賀鎮守府籍。7月1日、川畑誠少佐（当時、重巡「鈴谷」水雷長）が艤装員長に任命される。
7月7日、横須賀海軍工廠の艤装員事務所が事務を開始する。
7月25日、艤装員事務所が撤去される。
8月14日、竣工。同日付で、川畑少佐が制式に艦長となった。就役後、訓練部隊の第十一水雷戦隊（司令官高間完少将）に編入。残工事を終えて瀬戸内海に回航され、出撃準備を整えた。当時の十一水戦旗艦は軽巡洋艦「多摩」であった。

### レイテ沖海戦
1944年（昭和19年）10月10日付で、「桐」は第三十一戦隊（司令官江戸兵太郎少将）麾下の第43駆逐隊に編入される。その一週間後の10月17日、アメリカ軍がフィリピン、レイテ湾のスルアン島に上陸を開始した。
翌10月18日朝に日本海軍は捷一号作戦警戒を発令　夕刻に日本軍は捷一号作戦を発動した。
この作戦は第三艦隊司令長官小沢治三郎中将が率いる機動部隊が囮となって第38任務部隊をひきつけ、その隙に第二艦隊司令長官栗田健男中将率いる第一遊撃部隊がレイテ湾に突入しアメリカ軍の上陸部隊を撃破するというものであった（レイテ沖海戦、両軍戦闘序列）。
小澤機動部隊の護衛は第二遊撃部隊（第五艦隊）が担当していたが、台湾沖航空戦の「残敵掃討」に投入されてしまった。このため第三航空戦隊と第四航空戦隊の警戒兵力が不足し、連合艦隊は内地所在の第十一水雷戦隊から2隻（軽巡「多摩」、駆逐艦「杉」）を、対潜掃蕩部隊の第三十一戦隊から一部兵力（五十鈴、秋風、桐、桑、槇、海防艦複数隻）を、機動部隊に編入した。
第三十一戦隊は訓練や整備時をのぞき軽巡洋艦「五十鈴」に将旗を掲げていたが、捷一号作戦では「大淀」を旗艦とした。四航戦のうち空母「隼鷹」と「龍鳳」は搭載する航空隊がなく、出撃しなかった。出撃各艦は内地残留の「隼鷹」から燃料を補給した。
10月20日夕刻、空母4隻と航空戦艦2隻を基幹とする小沢機動部隊は豊後水道を出撃した。
10月22日、「桐」は「大淀」から重油の洋上補給を受けるも、予定の100トンに対して30トンしか補給できなかった。
10月23日午前より、小沢機動部隊は対潜警戒を主とした第一警戒航行序列から、対空警戒を主とした輪形陣に切り替えた。輪形陣は、第五群（瑞鶴、瑞鳳、伊勢、大淀、多摩、初月、秋月、若月、杉、桐）と、第六群（千代田、千歳、日向、五十鈴、霜月、槇、桑）にわかれていた。
翌10月24日、上空警戒にあたっていた「瑞鶴」の零戦1機が着艦に失敗して海上に墜落し、「桐」と「杉」が捜索を行う。
捜索後、同日深夜には第四航空戦隊（日向、伊勢）及び駆逐艦4隻（初月、若月、秋月、霜月）からなる機動部隊前衛部隊に「桐」と「杉」は再合流、前衛部隊に後続する事とした。しかし同時刻に上空を飛行していた空母「インディペンデンス」所属の夜間哨戒機を発見し、同機の発した無線通信が艦内電話に混線した事などもあり、川畑艦長はこの前衛部隊を米軍機動部隊であると誤認、「桐」「杉」は反転離脱する事となった。その後、「燃料の余裕がない」との機関長の進言もあって「杉」とともに高雄に向かった。
23時53分、小沢長官は「前衛（四航戦）と杉は本隊に合同せよ。『桐』は奄美大島で補給した上で合同せよ」と命じた。この命令があったものの、「桐」と「杉」は機動部隊と再合流できず、2隻とも10月25日のエンガノ岬沖海戦に参加していない。10月26日午前9時30分に高雄市到着、つづいて奄美大島に向かい10月29日着。補給部隊のタンカー「たかね丸」（日本海運、10,021トン）から200トンの重油を補給してもらった。同日に「杉」と「桐」は奄美大島を出港し、翌10月30日に呉に帰投した。

### 南西方面作戦
11月9日、南方輸送部隊「H部隊」は日本本土を出発する
。
すなわち第四航空戦隊（司令官松田千秋少将）航空戦艦（日向、伊勢）、第三十一戦隊（旗艦「五十鈴」、秋月型駆逐艦「霜月」、松型駆逐艦「梅」「桐」「桑」「杉」「桃」）として北九州を出撃した。マニラ到着後、南西方面艦隊に編入されることが発令されていた。航海途上の11月11日15時、Ｈ部隊は澎湖諸島の馬公に入港して補給を開始した。「桐」は強風により港内で座礁する。11月12日夕刻、Ｈ部隊は馬公を出発した。
翌11月13日、米軍機動部隊艦上機の襲撃により、マニラ在泊の日本海軍艦船は大損害を受けた。マニラ大空襲の情報により、Ｈ部隊は新南群島退避を命じられる。11月14日14時、Ｈ部隊は新南群島北険錨地に入泊した。翌11月15日、第一号型輸送艦3隻（6号、9号、10号）が到着し、マニラ行の積荷や便乗者を託した。
11月17日、ここでH部隊は分割された。「五十鈴」等はマニラへ向かい、5隻（日向、伊勢、霜月、梅、桐）は、いったん南沙諸島長島に移動した。
長島泊地では、マニラから脱出してきた第一水雷戦隊司令官木村昌福少将指揮下の駆逐艦3隻（霞、潮、竹）が停泊していたので、燃料を補給した。
この頃11月16日夕刻にボルネオ島ブルネイ湾を出港して日本本土にむけ航行中だった第一遊撃部隊（戦艦「大和」「長門」「金剛」、軽巡「矢矧」、第17駆逐隊〈「浦風」「雪風」「浜風」「磯風」〉）が南シナ海を北上していた。「桐」と「梅」は連合艦隊から第一遊撃部隊の護衛を命じられていたので出動した。
11月17日18時30分、第一遊撃部隊に合流、護衛を開始する。
また悪天候に翻弄される駆逐艦に対し、旗艦の「大和」から「桐は大丈夫か」という信号が何度もあったという。「直衛任務を解き原隊に復帰せよ」との命令があり、11月20日午前11時すぎまで護衛に協力した後、「桐」と「梅」は馬公に帰投した。
松型2隻分離後の11月21日未明、アメリカ軍潜水艦「シーライオン (USS Sealion, SS-315)  」が第一遊撃部隊を襲撃する。「シーライオン」の雷撃により「金剛」と「浦風」が沈没した。「金剛」では第三戦隊司令官鈴木義尾中将や島崎利雄艦長など、約1,300名が戦死した。「浦風」では第17駆逐隊司令谷井保大佐以下全乗組員が戦死した。「桐」の川畑艦長は「もうちょっと護衛していたら、「金剛」もぶじだったのではないかと、残念でしたねえ。」と回想している。
この間の11月20日付で第一水雷戦隊が解隊された。一水戦司令官木村昌福少将が、第二水雷戦隊司令官に任命された。同日付で、第三十一戦隊は第五艦隊に編入された。第一遊撃部隊を見送った「桐」は馬公に戻る。
12月3日、マニラ輸送作戦を終えた空母「隼鷹」と駆逐艦3隻（冬月、涼月、槇）が馬公に到着した。
12月5日朝、内地へ戻る戦艦「榛名」と護衛の駆逐艦2隻（初霜、霞）が馬公に到着した。「霞」と「初霜」の榛名護衛任務は馬公までと定められていた。
翌12月6日未明、「榛名」と隼鷹隊は馬公を出発し、内地にむかった。同日朝、駆逐艦3隻（初霜、霞、桐）は馬公を出発、「桐」は途中で分離してマニラにむかった。
12月中旬、第九次多号作戦が実施されることになった。アメリカ軍はすでにレイテ島西岸オルモックに上陸し、レイテ島地上戦の戦局は一変していた。
第30駆逐隊司令澤村成二大佐が指揮する駆逐艦3隻（夕月、卯月、桐 ）、第21駆潜艇隊（第17号駆潜艇、第37号駆潜艇）、輸送船3隻（空知丸、美濃丸、たすまにあ丸）、「第140号輸送艦」と「第159号輸送艦」（海軍陸戦隊と特二式内火艇10輌）、セブ島の特殊潜航艇基地行きの「第9号輸送艦」（特殊潜航艇甲標的 2隻搭載）がレイテ島西岸のオルモック湾を目指した。米軍機動部隊の来襲を予期し、情況によりオルモック北西約25 kmのパロンポンに揚陸地点を変更することになった。
12月9日14時、第九次多号作戦部隊はマニラを出撃する。
翌12月10日には早くも偵察機に発見された。12月11日朝からB-24、P-38、F4Uの波状攻撃を受ける。この作戦時、「桐」は25ミリ機銃を増強しており、艦長や砲術長は7から10機を撃墜したと述べている。12時30分、「第9号輸送艦」は船団から分離してセブ島に向かい、任務を終えてマニラへ戻った。15時以降の空襲で「美濃丸」と「たすまにあ丸」が航行不能となり、「空知丸」はパロンポン揚陸を命じられた。「桐」は航行不能船から陸兵約600名を収容した。午後6時以降、第九次多号作戦部隊は二分され、第21駆潜隊司令宮下亮中佐が指揮する駆潜艇2隻と駆逐艦「卯月」は溺者救助と「空知丸」護衛のためパロンポロンに残った。30駆司令直率2隻（夕月、桐）は第140号輸送艦および第159号輸送艦を護衛して進撃を続行、午後10時ころオルモック湾に突入した。オルモック西方2 km地点で強行揚陸を開始したが、この頃すでにオルモックにはアメリカ軍第77師団がいて日本軍の姿はなく、「第159号輸送艦」は陸上からの砲撃を受けて炎上した。さらに、南方からは第77師団に対するアメリカ軍補給部隊が駆逐艦5隻に守られてオルモックに向かいつつあった。
12月12日0時15分、発見したアメリカ駆逐艦「コグラン (USS Coghlan, DD-606) 」に対して照射砲撃を開始した。さらに肉薄して雷撃を行ったものの命中しなかった。「コグラン」は一旦退却して他の駆逐艦を連れてオルモック湾に引き返してきた。この砲撃戦で命中弾はなかったものの、日本側2隻は湾外に脱出した。午前3時30分、「桐」は30駆司令の下令によりパロンポンへ移動し、午前6時45分より陸兵約600名を揚陸した。午前7時20分にパロンポンを出発し、マニラへ帰投中の駆潜艇2隻と「空知丸」においついて合流した。午前11時すぎ、「桐」は反転して「夕月」との合流を目指した。

12時30分、オルモック湾から脱出してきた2隻（夕月、第140号輸送艦）と合流した。3隻（夕月、桐、140号）はマニラへ向けて北上したが、16時22分から再び46機のF4U による空襲を受け、「桐」は至近弾で右舷機械が損傷して一軸航行となり、戦死者12名を出した。「夕月」も缶室に爆弾2発が命中して航行不能となる。このため、「第140号輸送艦」とともに「夕月」の乗員および第30駆逐隊司令などを収容の後、20時27分に北緯11度38分 東経123度29分 / 北緯11.633度 東経123.483度の地点で「夕月」を砲撃処分した。12月13日19時、夕月生存者を乗せた2隻（桐、第140号）は、マニラに帰投した。
同時期、アメリカ軍がミンドロ島に攻勢を開始した。レイテ戦局の転換にともない、この第九次作戦をもって多号作戦は中止され、第十次多号作戦は実施されなかった。12月15日、南西方面艦隊は「桐」の呉帰投と修理を命じた。

### 太平洋戦争末期
1945年（昭和20年）1月4日、「桐」はタモ04船団を護衛して基隆を出発した。内地帰投後の「桐」は呉海軍工廠で3月まで本格的修理を行った。修理中の2月5日付で第五艦隊が解隊されて第十方面艦隊が新編され、第三十一戦隊は連合艦隊付属を経て、3月15日付で第二艦隊に編入された。
4月20日、第二艦隊と第二水雷戦隊の解隊により、第三十一戦隊は連合艦隊付属となった。
5月20日、第三十一戦隊と軽巡洋艦「北上」（人間魚雷回天母艦）などで海上挺進部隊が編成され、「桐」も同部隊に所属した。その後は瀬戸内海で回天との訓練に従事し、7月に入ると柳井で待機した。そのまま8月15日の終戦を迎えた。10月5日に除籍され、12月1日に特別輸送艦となり復員輸送に従事する。

### ソ連時代

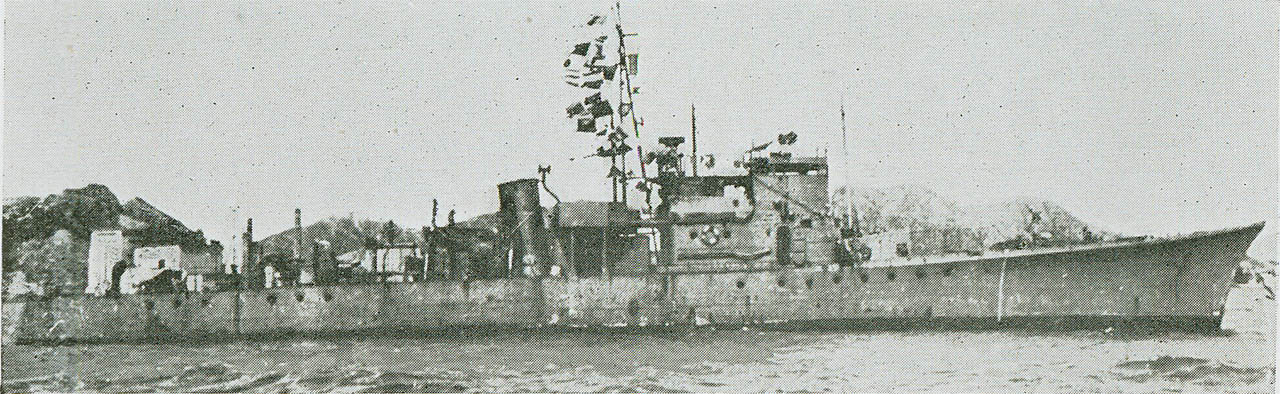
1948年撮影。

1947年（昭和22年）7月29日、ソビエト連邦に賠償艦としてナホトカで引き渡される。艦名はロシア語で「復活した」という意味のヴォズロジュジョーンヌイ（Возрожденный ヴァズラジュヂョーンヌィイ）に改称される。8月中旬にウラジオストクへ回航され、1949年3月まで係留ののち、3月中旬には現役を退いて、武装解除上で標的艦となる。7月17日に艦名を TsL-25（ЦЛ-25ツェエール・ドヴァーッツァチ・ピャーチ 。「第25号標的艦」といった意味）に改称。1953年には応急修理のため、ウラジオストクの第90船舶修理工場（SRZ-90）に入る。1957年3月、シコトヴォにて工作艦（плавучая мастерская）として使用される。同年10月3日には PM-65（ПМ-65ペエーム・シヂスャート・ピャーチ 。「第65号工作艦」といった意味）に改称される。その後、1969年12月20日に退役し、解体のため資金資産局へ引き渡される。

## 歴代艦長
※『松型駆逐艦「桐」～戦中戦後の大洋を駆けた桐の物語～』198-205頁による。

### 艤装員長
1. 川畑誠 少佐：1944年7月1日[31] - 1944年8月14日[34]

### 駆逐艦長
1. 川畑誠 少佐/第二復員官：1944年8月14日[34] - 1946年4月11日
2. 伊東謹之助 第二復員官/復員事務官：1946年4月11日 - 1946年9月頃
3. 川畑誠 復員事務官：1946年9月頃 - 1946年12月28日
4. 松下寛 復員事務官：1947年5月22日 - 1947年7月頃
5. 磯辺秀雄 復員事務官：1947年7月頃 - 1947年7月29日